# Kelly Fraser
Pour les articles homonymes, voir Fraser.
Kelly Fraser (8 août 1993 – 24 décembre 2019,) était une Inuk canadienne, chanteuse et compositrice pop, dont le deuxième album, Sedna, a reçu une nomination aux Prix Juno pour l'Indigenous Music Album of the Year en 2018.

## Histoire
Originaire de Sanikiluaq, Nunavut, au Canada, elle a fait ses études au Nunavut Sivuniksavut à Ottawa avant de terminer un programme d'études autochtones au Nicola Valley Institute of Technology en Colombie-Britannique. Elle perce pour la première fois sur YouTube en 2013 avec une série de reprises de chansons pop en langue inuktitut, notamment Diamonds de Rihanna.
Elle sort son premier album, Isuma, en 2014. Sedna a suivi en 2017. Ses chansons comprenaient de l'inuktitut et de l'anglais, tout en combinant de la pop contemporaine avec des sons traditionnels inuits. À sa mort, son producteur a rapporté qu'elle travaillait sur un autre album, Decolonize.
Elle meurt par suicide le 24 décembre 2019 à son domicile à Winnipeg, au Manitoba,.

## Musicographie

### Sedna
L'album Sedna a été distribué le 25 février 2017 par la maison de disques Hitmakerz, installée au Nunavut. Le titre de l'album, connu sous le nom de ᓄᓕᐊᔪᒃ (Nuliaju en inuktitut), fait référence à l'histoire de Sedna, la déesse inuit de la mer, que Fraser a décidé de moderniser dans cet album. Elle a déclaré : « Le but de l'album est d'aider à guérir ceux qui souffrent des effets de la colonisation, y compris les effets néfastes des pensionnats et des délocalisations forcées. Il y a un grand besoin pour les artistes inuits de parler directement aux victimes du passé. »